# Čan-ťiang
Čan-ťiang (čínsky 湛江, pchin-jin: Zhànjiāng) je městská prefektura v Čínské lidové republice. Leží v jihozápadní části provincie Kuang-tung naproti Chaj-nanu, samotné město leží na východním pobřeží poloostrova Lej-čou. Celá prefektura má rozlohu 12 490 čtverečních kilometrů a v roce 2010 v ní žilo bezmála sedm miliónů obyvatel.
Čan-ťiang je hlavním přístavem Jihomořské flotily námořnictva ČLOA.

## Historie
Na konci 19. století zde existoval pouze malý rybářský přístav, když byl obsazen Francouzi v roce 1898. Následující rok Francouzi donutili Číňany, aby jim pronajali tuto malou enklávu Čan-ťiang na 99 let (do roku 1997), stejně jako Britům Nová teritoria v Hongkongu a Němcům Ťiao-čou.
Francouzi ovládali malou enklávu pod názvem Kuang-čou-wan spravovanou z Francouzské Indočíny až do roku 1943, kdy Japonci okupovali oblast během druhé světové války. Na konci války byla enkláva krátce zpět postoupena Francii, než ji v roce 1946 formálně vrátil Číně generál Charles de Gaulle, tehdejší francouzská hlava státu.

## Administrativní členění
Městská prefektura Čan-ťiang se člení na devět celků okresní úrovně, a sice čtyři městské obvody, tři městské okresy a dva okresy.
| Čch’-kchan Sia-šan Pcho-tchou Ma-čang okres · Suej-si okres · Sü-wen městský okres · Wu-čchuan městský okres · Lien-ťiang městský okres · Lej-čou |        |                       |                    |                                  |
| Název | Název  | Počet obyvatel (2020) | Rozloha km² (2020) | Hustota zalidnění (obyv. na km²) |
| český přepis | znaky  | Počet obyvatel (2020) | Rozloha km² (2020) | Hustota zalidnění (obyv. na km²) |
| Městské obvody |        |                       |                    |                                  |
| Čch’-kchan | 赤坎区 | 414 539               | 71                 | 5 851                            |
| Sia-šan | 霞山区 | 653 403               | 117                | 5 586                            |
| Pcho-tchou | 坡头区 | 337 723               | 562                | 601                              |
| Ma-čang | 麻章区 | 525 790               | 970                | 542                              |
| Městské okresy |        |                       |                    |                                  |
| Lien-ťiang | 廉江市 | 1 363 470             | 2 840              | 480                              |
| Lej-čou | 雷州市 | 1 321 091             | 3 707              | 356                              |
| Wu-čchuan | 吴川市 | 907 354               | 861                | 1 054                            |
| Okresy |        |                       |                    |                                  |
| Suej-si | 遂溪县 | 824 608               | 2 143              | 385                              |
| Sü-wen | 徐闻县 | 633 258               | 1 954              | 324                              |
| |        |                       |                    |                                  |
| Celkem | Celkem | 6 981 236             | 13 225             | 528                              |

## Partnerská města
- Atlantic City, USA
- Brovary, Ukrajina
- Cairns, Austrálie
- Geraldton, Austrálie
- Houston, USA
- Kuching, Malajsie
- Neumünster, Německo
- Pchohang, Jižní Korea
- Samborondón, Ekvádor
- Serpuchov, Rusko
- Suffolk County, USA